# لوک خوش‌شانس (مجموعه تلویزیونی ۱۹۸۴)
لوک خوش‌شانس (به انگلیسی: Lucky Luke) یک سریال پویانمایی محصول مشترک کشور فرانسه، آلمان و آمریکا می‌باشد که نخستین قسمت از این سریال در ۱۵ اکتبر ۱۹۸۳ پخش شد و این سریال در ۱۲ آوریل ۱۹۸۴ به پایان رسید. این سریال در قالب ۲۶ قسمت توسط شرکت هانا-باربرا تولید شد.

## در ایران
این سریال با مدیریت خسرو خسروشاهی و با صداپیشگی منوچهر والی‌زاده، حسین عرفانی، حسین معمارزاده و محمد عبادی دوبله و عرضه شد. در دهه ۶۰ خورشیدی دوبله دیگری انجام شده بود که در سریال شخصیت اصلی را لوک بی‌باک صدا میزدند.